# Stathmopoda glyphanobola
Stathmopoda glyphanobola is een vlinder uit de familie Stathmopodidae. De wetenschappelijke naam van deze soort is voor het eerst geldig gepubliceerd in 1983 door Diakonoff.
De soort komt voor in tropisch Afrika.